# 新疆艺术剧院歌舞团
新疆艺术剧院歌舞团，隶属于新疆艺术剧院，是1949年成立的一个歌舞团。

## 特色
新疆艺术剧院歌舞团由维吾尔族、汉族、回族、哈萨克族、柯尔克孜族、乌孜别克族、塔吉克族、蒙古族、满族、锡伯族等民族组成，是集新疆各民族文化艺术为一体的舞蹈团体。该团曾有迪力拜尔、帕夏·依夏、努斯来提·瓦吉丁、迪丽娜尔·阿布都拉、马跃先、吐尔逊娜依·伊布拉音等艺术家。
新疆艺术剧院歌舞团的作品包括大型剧目《天山欢歌》、《我们新疆好地方》、《洒满阳光的新疆》等30多部。2007年8月2日，中国新疆歌剧院访问埃及演出在开罗歌剧院举行首场演出。2014年，新疆艺术剧院歌舞团复排的《情暖天山》在国家大剧院演出，该剧为新疆青河县退休干部阿尼帕·阿力玛洪为原型进行创作。
2021年9月，歌舞团的新疆风景主题歌舞晚会《新疆是个好地方》在新疆人民剧场上演。